# Різдвокрай (телесеріал)
«Різдвокра́й» (англ. NOS4A2) — американський драматичний телесеріал у жанрі надприродних жахів, створений на основі однойменного роману Джо Гілла. Прем'єра відбулась на телеканалі AMC. Телесеріал створений Джеймі О'Браєном, а головні ролі грають Ешлі Каммінґс, Закарі Квінто, Олафюр Даррі Олафссон, Вірджинія Калл і Ебон Мосс-Бакрак.

## Синопсис
Сюжет розгортається довкола Вікторії «Віки» Макквін, молодої мисткині з робочого класу, яка відкриває в собі надприродну здібність до відстежування схоже безсмертного Чарлі Менкса. Менкса годується душами дітей, відтак відвозить те, що від них залишилось, до Різдвокраю — дивного різдвяного селища, розміщеного в уяві Менкса, де кожен день є Різдвом, а нещасливість перебуває під забороною закону. Віці необхідно перемогти Менкса та врятувати його жертв, водночас не втративши розум і самій не ставши його жертвою.

## Персонажі

### Головні
- Ешлі Каммінґс[en] у ролі Вік Макквін
- Олафюр Даррі Олафссон[en] у ролі Бінґа Петриджа
- Джакара Сміт у ролі Меґґі Лі
- Ебон Мосс-Бакрак у ролі Кріса Макквіна
- Вірджинія Калл у ролі Лінди Макквін
- Закарі Квінто в ролі Чарлі Менкса

### Другорядні
- Карен Піттман[en] у ролі Анджели Брустер
- Рарміан Ньютон у ролі Дрю
- Дербі Кемп у ролі Гейлі Сміт
- Ешлі Роменс у ролі Табіти Гаттлер

## Сприйняття
Вебсайт-збирач оглядів «Гнилі помідори» звітував про 70 % схвального рейтингу з середньою оцінкою 6,73/10 на основі 23 оглядів. Критичний консенсус вебсайту звучить так: «„Різдвокрай“ намагається побудувати необхідну атмосферу, аби зреалізувати свій амбіційний засновок, він передає дух оригінальної роботи Джо Гілла та надає Закарі Квінту нового психопата, за якого той може вхопитись зубами». «Метакритик», який використовує середнє зважене, подає оцінку 47 зі 100 на основі відгуків дев'яти критиків, відзначаючи «мішані або середні відгуки».